# Tóth Károly (jogász, 1876–1928)

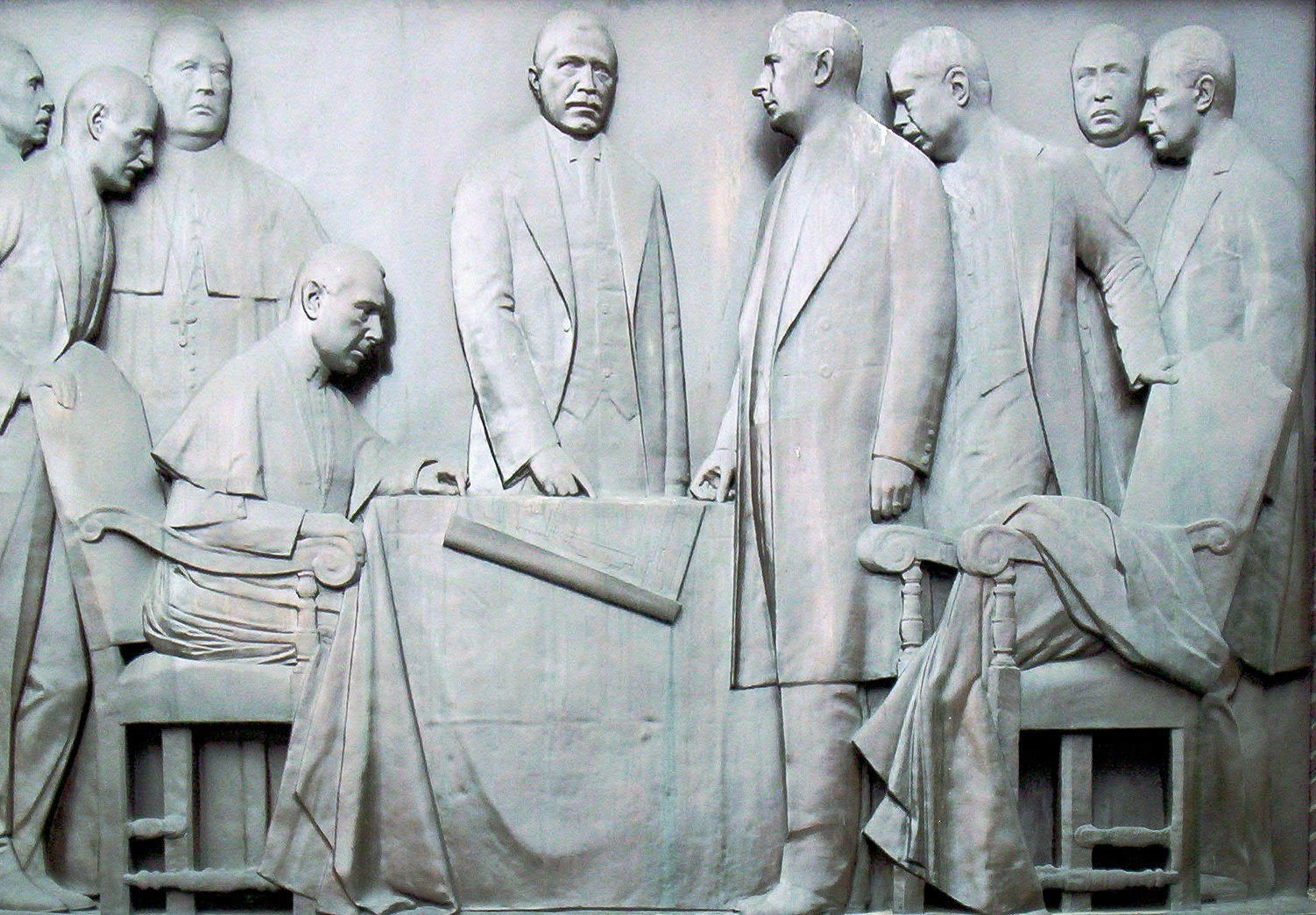
Egyetemalapítók. Dombormű a szegedi Dóm tér bejáratánál. Szentgyörgyi István alkotása. A mű a kolozsvári egyetem Szegedre telepítését és az ennek nyomán meginduló építkezések emlékét örökíti meg. A domborművön szereplő személyek balról jobbra: Korb Flóris építész, Gaál Endre kultúrtanácsnok, Várhelyi József a dóm első plébánosa, Glattfelder Gyula megyés püspök, Somogyi Szilveszter polgármester, Klebelsberg Kunó kultuszminiszter, Áigner Károly főispán, Tóth Károly rektor, Rerrich Béla építész

Tóth Károly (Kiskunhalas, 1876. szeptember 28. – Budapest, 1928. április 21.) magyar jogász, egyetemi tanár. Tóth Lajos jogász ikertestvére.

## Életpályája
Szülei: Toóth (1848 után Tóth) János és Zseny Krisztina. A jogi diploma (1904) után külföldön volt tanulmányúton Németországban, Franciaországban, Svájcban. Hazatérése után bírósági szolgálatba lépett, majd 1905–1913 között debreceni jogakadémiai tanár; közben 1912-ben budapesti egyetemi magántanár (polgári perjog). 1913-tól kolozsvári, 1920-tól szegedi egyetemi tanár (polgári perjog). 1921–1928 között a polgári törvénykezési jogi tanszék vezetője volt. 1921–1922 között a Jog- és Államtudományi Kar dékánja volt. 1926–1927 között a szegedi egyetem rektora volt. 1927-től a debreceni egyetem felsőházi képviselője volt.
Villamosbaleset áldozata lett. Temetése a Fiumei úti sírkertben történt.

## Művei
- Önkormányzat (Budapest, 1904)
- A váltó fogalma (Budapest, 1905)
- Magánjogi jogvédelem a kereskedelmi jogban (I. Debrecen, 1907)
- Polgári törvénykezési jog (I–II. Debrecen, 1910; 1923)
  - Törvénykezés önhatalommal
  - Törvénykezés államhatalommal
- A kereseti jog terminológiai fogalma (Budapest, 1912)
- Adalékok a polgári törvénykezés fogalmához (Kolozsvár, 1914)
- Beszédek (Szeged, 1927)